# غسل النطاف
غَسْل النِّطاف أو غسل المنويات (بالإنجليزية: sperm washing)‏ هو إجراء يسمح بفصل النطاف عن بقية مكونات السائل المنوي، النطاف المغسولة عبر هذه التقنية تُستخدم في عمليات الإلقاح الصناعي سواء عبر تقنية الإمناء الاصطناعي أو ما يسمى الحقن المنوي داخل الرحم(Intrauterine Insimination – IUI) أو عبر تقنية الإخصاب في المختبر (أطفال الأنابيب والحقن المجهري) =(In Vitro Fertilization IVF).
إن استعمال النطاف المغسولة يقلل من خطر انتقال فيروس نقص المناعة المكتسب– الإيدز (HIV) من قبل الأزواج المصابين(إيجابيي فحص HIV) إذا حُقِنت في زوجاتهم ضمن تقنيات التلقيح الصناعي.
عملية غسل النطاف معنية بإزالة أي مواد مخاطية أو نطاف غير متحركة ضمن السائل المنوي وذلك لتحسين فرصة حدوث الإخصاب(Fertilization) وكذلك لاستبعاد أي عامل ممرض محدد قد يكون ضمن السائل المنوي. لذلك يعتبر غسل النطاف إجراء أساسيا في معالجات العقم وتأخر الإنجاب.
بعد أن تُعزل النطاف الأسرع فإن عينة السائل المنوي وقبل أن تُستعمل في الإمناء الصناعي (IUI) أو في الإخصاب ضمن المختبر(IVF) فإنه من المهم التأكد من خلوها من فيروس نقص المناعة المكتسب/الإيدز (HIV).
العينة المحضرة بعد الغسل يتم تحليلها لفحص أي جسيمات فيروسية بتقنية تفاعل البلمرة التسلسلي(PCR) فإذا كانت النتيجة سلبية(أي لا يوجد إصابة فيروسية) فإن العينة تعتبر ملائمة لاستخدامها في معالجات الإخصاب المساعد، هذه العينات تكون خالية من الفيروس وبنسبة عالية

## طريقة الإجراء
يتم إجراء غسل النطاف ضمن المختبر عقب إعطاء عينة السائل المنوي حيث تُغسل إما بطريقة الطرد المركزي (التثفيل) المتدرج الكثافة (Density gradient centrifugation) أو بطريقة الطفو المباشر للأعلى (direct swim-up technique) التي لا يتم فيها استخدام تقنية التثفيل (الطرد المركزي).
هذا وتعتبر تقنية التثفيل هي الأفضل لأنها لا تسبب ضررًا في الحمض النووي الريبوزي (DNA) للنطاف الحية بالمقارنة مع تقنية الطفو المباشر للأعلى.تُرَكَّز النطاف المغسولة في وسط خاص هو (Hams F10) الخالي من الغلوتامين (Without L- Glutamine) بدرجة حرارة 37 مئوية(99 فهرنهايت).
هناك مادة كيميائية معينة تسمى(cryoprotectant) أي:(حافظة للتجمد) تضاف إلى عينة النطاف للمساعدة في عملية تجميد النطاف أو فك التجميد عنها لاحقًا. قد تُضاف مواد كيميائية أخرى كالتي تعمل على فصل النطاف الأكثر فعالية في العينة إضافة إلى إمكانية تمديد العينة الواحدة وبالتالي الحصول على عدة عبوات منها، مما يتيح استخدامها بأكثر من محاولة للتلقيح(Insemination).

## تقليل فرصة انتقال عدوى فيروس نقص المناعة المكتسب
يمكن استخدام تقنية غسل النطاف في التقليل من خطورة انتقال فيروس نقص المناعة المكتسب/الإيدز(HIV) من الأزواج المصابين إلى زوجاتهم لأن العدوى عادة ماتنتقل عبر بلازما السائل المنوي أكثر من انتقالها عبر النطاف نفسها.
هناك دراسة إيطالية في عام 2005 استُخدمت فيها تقنية غسل النطاف على 567 من الأزواج ذوي الإصابة المتباينة لفيروس الإيدز serodiscordant (بمعنى أن الزوج مصاب ولكن الزوجة غير مصابة) ووجدت نتائج هذه الدراسة أنه لم يحدث انتقال أفقي للعدوى(إلى الزوجات) ولا انتقال عمودي(إلى الأطفال) وذلك بعد إجراء الفحص المصلي لفيروس الإيدز (HIV) لديهم.
بكل الأحوال لا يوجد ضمانة مطلقة 100% بأن النطاف المغسولة خالية تماما من الفيروس.

## التاريخ
اِستُخدمت تقنية غسل النطاف لأول مرة في ميلانو بإيطاليا وأقدم طفل حُمِل به عبر استخدام هذه التقنية كان قد وُلِد عام 1997، ولم يكن مصابًا بالفيروس الإيدز. وأول طفل معروف قد حملت به أمه عبر استخدام هذه التقنية في الولايات المتحدة الأمريكية الطفل ريان (RYAN)، ولد عام 1999. وذلك عبر برنامج خاص للإخصاب المساعد قد بدأته آن كيسلينغ.
بدأت هذه التقنية في أواسط التسعينات لمساعدة الأزواج الذين لديهم إصابة متباينة لفيروس نقص المناعة المكتسب(Discordant HIV) لمساعدتهم في الحمل من دون نقل عدوى الفيروس إلى كل من الأم والجنين. تكمن الفكرة هنا أنه عندما يكون الرجل مصابًا بفيروس نقص المناعة المكتسب (HIV) فإن تقنية غسل النطاف تقلل من خطورة انتقال العدوى إلى الزوجة. بقيت هنالك ولسنوات عديدة شكوك عالقة بشأن أمان هذه التقنية وكان على العديد من الأزواج السفر إلى الأماكن التي تقوم بها مثل إيطاليا، أما حاليًا فإن المئات من الأطفال وُلِدوا عبر إجراء تقنية غسل النطاف.